# 毛利就馴
毛利 就馴（もうり なりよし）は、江戸時代中期の大名。周防国徳山藩7代藩主。第5代藩主・毛利広豊の十男。幼名は専之助。名を就馴（初め「なりよし」、後に「たかよし」）、就友（たかとも）と変える。

## 生涯
寛延3年（1750年）11月6日、徳山藩の第5代藩主・毛利広豊の十男として、江戸の今井谷邸で生まれる。
宝暦14年（1764年）2月22日、第6代藩主の兄・広寛が死去。他の兄は早世または既に他家を相続していたので、同年4月21日に広寛の養嗣子として家督を継ぎ、「就馴」と名乗る。
就馴は生まれつき英邁闊達で、よく下情に通じて人民を愛し、家老・奈古屋蔵人を重用して治績を挙げる。また、藩士に命じて各家に伝来の古文書や系譜を呈出させ、藩祖・就隆及び第3代藩主・元次の詩文を編集して散逸を防ぐなど、大いに意を文事に用い、天明5年（1785年）には藩校の鳴鳳館を創立して文教興隆の基礎を築く。
寛政8年（1796年）9月24日、次男の広鎮に家督を譲って隠居。寛政11年（1799年）3月26日、病と称して帰邑の暇を請い、同年5月に下松の仮寓に入る。文化元年2月（1804年）、富田に別邸を設ける。
文化4年（1807年）9月23日、名を「就友」と改め、文化13年（1816年）12月23日に総髪して「政翁」、また「泰翁」と号し、風月を友として悠々自適の日を送る。
文政11年（1828年）3月20日に富田の別邸で死去。享年79。墓所は山口県周南市舞車の大成寺。

## 系譜
- 父：毛利広豊（1709-1773）
- 母：清光院
- 養父：毛利広寛（1735-1764）
- 正室：浄願院（?-1783） - 関政富の娘
  - 三女：久子（1775-1843） - 板倉勝意継室
  - 次男：毛利広鎮（1777-1865）
- 側室：千恵子
  - 長女：満子（1771-1773）
- 側室：登恵子
  - 次女：喜尾子（1772-1834） - 小笠原正弇室
  - 四男：毛利馴仁（1785-1799）
- 側室：須磨子
  - 長男：福原房純（1772-1836） - 庶長子。福原就清の養子
- 側室：捽頭
  - 三男：幻相童子（1780-1780）
- 側室：梅野
  - 五男：毛利易直（1789-1828）
- 側室：類子
  - 四女：豊子（1792-1843） - 吉川経礼継室
- 側室：兼子
  - 六男：良之丞（1797-1798）
- 側室：由○子（○＝貝偏に為）
  - 五女：勝子（1801-1801）
  - 七男：三治郎（1802-1803）
  - 六女：鎰子（1805-1806）